# Film di Shin Chan
Questa è la lista dei film basati sul manga e anime Shin Chan. Dal 1993, sono stati prodotti 28 film, tutti inediti in Italia; molti di questi sono usciti in Spagna, Catalogna e Cina.
Cinque di questi film sono stati diretti da Keiichi Hara, che in due di questi ha anche scritto la sceneggiatura.
Ogni film ha la particolarità di avere una sigla animata in plastilina.

## Lista film
| N° | Anno | Titolo giapponese                                                          | Titolo giapponese | Titolo giapponese |
| N° | Anno | Kanji                                                                      | Rōmaji | Traduzione |
| -- | ---- | -------------------------------------------------------------------------- | --- | --- |
| 1  | 1993 | クレヨンしんちゃん アクション仮面VSハイグレ魔王                            | Crayon Shin-chan - Action Kamen VS Haigure maō (Kureyon Shin-chan - Akushon Kamen tai Haigure maō)                                                                                | Crayon Shin-chan - Action Kamen contro il demone Haigure                                                               |
| 2  | 1994 | クレヨンしんちゃん ブリブリ王国の秘宝                                      | Crayon Shin-chan - Buriburi ōkoku no hihō (Kureyon Shin-chan - Buriburi ōkoku no hihō)                                                                                            | Crayon Shin-chan - Il tesoro del regno Buriburi                                                                        |
| 3  | 1995 | クレヨンしんちゃん 雲黒斎の野望                                            | Crayon Shin-chan - Unkokusai no yabō (Kureyon Shin-chan - Unkokusai no yabō) | Crayon Shin-chan - L'ambizione di Unkokusai                                                                            |
| 4  | 1996 | クレヨンしんちゃん ヘンダーランドの大冒険                                  | Crayon Shin-chan - Henderland no dai bōken (Kureyon Shin-chan - Hendārando no dai bōken)                                                                                          | Crayon Shin-chan - La grande avventura di Henderland                                                                   |
| 5  | 1997 | クレヨンしんちゃん 暗黒タマタマ大追跡                                      | Crayon Shin-chan - Ankoku tamatama dai tsuiseki (Kureyon Shin-chan - Ankoku tamatama dai tsuiseki)                                                                                | Crayon Shin-chan - La grande ricerca delle sfere oscure                                                                |
| 6  | 1998 | クレヨンしんちゃん 電撃!ブタのヒヅメ大作戦                                 | Crayon Shin-chan - Dengeki! Buta no Hizume dai sakusen (Kureyon Shin-chan - Dengeki! Buta no Hizume dai sakusen)                                                                  | Crayon Shin-chan - Attacco improvviso! La grande operazione Zoccolo di Maiale                                          |
| 7  | 1999 | クレヨンしんちゃん 爆発!温泉わくわく大決戦                                 | Crayon Shin-chan - Bakuhatsu! Onsen wakuwaku dai kessen (Kureyon Shin-chan - Bakuhatsu! Onsen wakuwaku dai kessen)                                                                | Crayon Shin-chan - Esplosione! La grande battaglia decisiva emozionante alle terme                                     |
| 8  | 2000 | クレヨンしんちゃん 嵐を呼ぶジャングル                                      | Crayon Shin-chan - Arashi o yobu jungle (Kureyon Shin-chan - Arashi o yobu janguru)                                                                                               | Crayon Shin-chan - La giungla che evoca la tempesta                                                                    |
| 9  | 2001 | クレヨンしんちゃん 嵐を呼ぶ モーレツ!オトナ帝国の逆襲                      | Crayon Shin-chan - Arashi o yobu - Mōretsu! Otona teikoku no gyakushū (Kureyon Shin-chan - Arashi o yobu - Mōretsu! Otona teikoku no gyakushū)                                    | Crayon Shin-chan - Evocare la tempesta - Violenza! La controffensiva dell'impero degli adulti                          |
| 10 | 2002 | クレヨンしんちゃん 嵐を呼ぶ アッパレ!戦国大合戦                            | Crayon Shin-chan - Arashi o yobu - Appare! Sengoku dai kassen (Kureyon Shin-chan - Arashi o yobu - Appare! Sengoku dai kassen)                                                    | Crayon Shin-chan - Evocare la tempesta - Bene! La grande guerra Sengoku                                                |
| 11 | 2003 | クレヨンしんちゃん 嵐を呼ぶ 栄光のヤキニクロード                           | Crayon Shin-chan - Arashi o yobu - Eikō no Yakuniku Road (Kureyon Shin-chan - Arashi o yobu - Eikō no Yakuniku Rōdo)                                                              | Crayon Shin-chan - Evocare la tempesta - Yakuniku Road della gloria                                                    |
| 12 | 2004 | クレヨンしんちゃん 嵐を呼ぶ!夕陽のカスカベボーイズ                         | Crayon Shin-chan - Arashi o yobu! Yūhi no Kasukabe Boys (Kureyon Shin-chan - Arashi o yobu! Yūhi no Kasukabe Bōizu)                                                               | Crayon Shin-chan - Evocare la tempesta! I Kasukabe Boys del tramonto                                                   |
| 13 | 2005 | クレヨンしんちゃん 伝説を呼ぶブリブリ 3分ポッキリ大進撃                    | Crayon Shin-chan - Densetsu o yobu Buriburi - Sanpun pokkiri dai shingeki (Kureyon Shin-chan - Densetsu o yobu Buriburi - Sanpun pokkiri dai shingeki)                            | Crayon Shin-chan - Buriburi che evoca la leggenda - Il grande assalto di soli 3 minuti                                 |
| 14 | 2006 | クレヨンしんちゃん 伝説を呼ぶ 踊れ!アミーゴ!                               | Crayon Shin-chan - Densetsu o yobu - Odore! Amigo! (Kureyon Shin-chan - Densetsu o yobu - Odore! Amīgo!)                                                                          | Crayon Shin-chan - Evocare la leggenda - Balla, amigo!                                                                 |
| 15 | 2007 | クレヨンしんちゃん 嵐を呼ぶ 歌うケツだけ爆弾!                              | Crayon Shin-chan - Arashi o yobu - Utau ketsudake bakudan! (Kureyon Shin-chan - Arashi o yobu - Utau ketsudake bakudan!)                                                          | Crayon Shin-chan - Evocare la tempesta - La bomba del sedere canterino!                                                |
| 16 | 2008 | クレヨンしんちゃん ちょー嵐を呼ぶ 金矛の勇者                               | Crayon Shin-chan - Chō arashi o yobu - Kinpoko no yūsha (Kureyon Shin-chan - Arashi o yobu - Kinpoko no yūsha)                                                                    | Crayon Shin-chan - Evocare la super tempesta - L'uomo valoroso di Kinpoko                                              |
| 17 | 2009 | クレヨンしんちゃん オタケベ!カスカベ野生王国                               | Crayon Shin-chan - Otakebe! Kasukabe yasei ōkoku (Kureyon Shin-chan - Otakebe! Kasukabe yasei ōkoku)                                                                              | Crayon Shin-chan - Ruggisci! Il regno selvaggio di Kasukabe                                                            |
| 18 | 2010 | クレヨンしんちゃん 超時空！嵐を呼ぶオラの花嫁                              | Crayon Shin-chan - Chō jikū! Arashi o yobu Ola no hanayome (Kureyon Shin-chan - Chō jikū! Arashi o yobu Ora no hanayome)                                                          | Crayon Shin-chan - Ultra dimensionale! La sposa Ola evoca la tempesta                                                  |
| 19 | 2011 | クレヨンしんちゃん 嵐を呼ぶ黄金のスパイ大作戦                              | Crayon Shin-chan - Arashi o yobu - Ōgon no spy daisakusen (Kureyon Shin-chan - Arashi o yobu - Ōgon no supai daisakusen)                                                          | Crayon Shin-chan - Evocare la tempesta - Operazione spia d'oro                                                         |
| 20 | 2012 | クレヨンしんちゃん 嵐を呼ぶ!オラと宇宙のプリンセス                         | Crayon Shin-chan - Arashi o yobu! Ola to uchū no princess (Kureyon Shin-chan - Arashi o yobu! Ora to uchū no purinsesu)                                                           | Crayon Shin-chan - Evocare la tempesta - Ola e la principessa dello spazio                                             |
| 21 | 2013 | クレヨンしんちゃん バカうまっ!B級グルメサバイバル!!                        | Crayon Shin-chan - Bakauma! B-kyū Gourmet Survival!! (Kureyon Shin-chan - Bakauma! B-kyū Gurume Sabaibaru!!)                                                                      | Crayon Shin-chan - Gustoso! La sopravvivenza da buongustai della classe B!!                                            |
| 22 | 2014 | クレヨンしんちゃん: ガチンコ!逆襲のロボ とーちゃん                         | Crayon Shin-chan - Gachinko! Gyakushu no robo to-chan (Kureyon Shinchan: Gachinko! Gyakushu no ROBO to-chan)                                                                      | Crayon Shin-chan - Battaglia intensa! Il padre ROBO colpisce ancora                                                    |
| 23 | 2015 | クレヨンしんちゃん: オラの引っ越し物語 サボテン大襲撃！                    | Crayon Shin-chan - Ora no hikkoshi monogatari saboten dai shūgeki! (Kureyon Shin-chan - Ora no hikkoshi monogatari saboten dai shūgeki!)                                          | Crayon Shin-chan - La mia storia commovente! Grande attacco di cactus!                                                 |
| 24 | 2016 | クレヨンしんちゃん: 爆睡 ！ ユメミーワールド大突撃！                       | Crayon Shin-chan - Bakusui! Yumemi-warudo daitotsugeki! (Kureyon Shinchan: Bakusui! Yumemi-wārudo daitotsugeki!)                                                                  | Crayon Shin-chan - Addormentato! Il grande assalto al mondo dei sogni!                                                 |
| 25 | 2017 | クレヨンしんちゃん: 襲来！！宇宙人シリリ                                   | Crayon Shin-chan - Shurai!! Uchujin shiriri (Kureyon Shinchan: Shūrai!! Uchūjin Shiriri)                                                                                          | Crayon Shin-chan - Invasione!! Alieno Shiriri                                                                          |
| 26 | 2018 | クレヨンしんちゃん 爆盛！カンフーボーイズ ～拉麺大乱～                     | Crayon Shin-chan - Bakumori! Kung Fu Boys: Ramen tairan (Kureyon Shinchan: Bakumori! Kanfū bōizu ~rāmen tairan~)                                                                  | Crayon Shin-chan - Servizio scoppiettante! Kung Fu Boys ~ribellione del ramen~                                         |
| 27 | 2019 | クレヨンしんちゃん 新婚旅行ハリケーン ～失われたひろし～                   | Crayon Shin-chan - Shinkon ryokō hurricane: Ushinawareta Hiroshi (Kureyon Shinchan: Shinkon Ryokō Harikēn ~Ushinawareta Hiroshi~)                                                 | Crayon Shin-chan - Uragano alla luna di miele ~Hiroshi lo smarrito~                                                    |
| 28 | 2020 | クレヨンしんちゃん 激突！ ラクガキングダムとほぼ四人の勇者                 | Crayon Shin-chan - Gekitotsu! Rakugakingdom to hobo yonin no yusha (Kureyon Shinchan - Gekitotsu! Rakugakingudamu to hobo yonin no yūsha)                                         | Crayon Shin-chan - Schianto! Rakugakingdom e i quasi quattro eroi                                                      |
| 29 | 2021 | クレヨンしんちゃん 謎メキ!花の天カス学園                                   | Crayon Shin-chan - Nazo meki! Hana no tenkasu gakuen (Kureyon Shinchan - Nazo meki! Hana no tenkasu gakuen)                                                                       | Crayon Shin-chan - Avvolti nel mistero! I fiori dell'accademia Tenkazu                                                 |
| 30 | 2022 | クレヨンしんちゃん もののけニンジャ珍風伝                                  | Crayon Shin-chan - Mononoke ninja chinpuden (Kureyon Shinchan - Mononoke ninja chinpuden)                                                                                         | Crayon Shin-chan - La leggenda del ninja Mononoke                                                                      |
| 31 | 2023 | しん次元! クレヨンしんちゃん THE MOVIE 超能力大決戦 〜とべとべ手巻き寿司〜 | Shin jigen! Crayon Shin-chan - THE MOVIE - Chōnouryoku daikessen - Tobe tobe temakizushi (Shin jigen! Kureyon Shinchan - Za Mūbī - Chōnouryoku daikessen - Tobe tobe temakizushi) | Nuova dimensione! Crayon Shin-chan - Il film - La battaglia dei poteri sovrannaturali - Gli involtini di sushi volanti |
| 32 | 2024 | クレヨンしんちゃん オラたちの恐竜日記                                      | Crayon Shin-chan - Oratachi no kyōryū nikki (Kureyon Shinchan - Oratachi no kyōryū nikki)                                                                                         | Crayon Shin-chan - Il nostro giorno dei dinosauri                                                                      |
| 33 | 2025 | クレヨンしんちゃん 超華麗!灼熱のカスカベダンサーズ                         | Crayon Shin-chan - Chō karei! Shakunetsu no Kasukabe dancers (Kureyon Shinchan - Chō karei! Shakunetsu no Kasukabe dansāzu)                                                       | Crayon Shin-chan - Bellissimo! I focosi ballerini di Kasukabe                                                          |